# ジャージーショア・ブルークロウズ
ジャージーショア・ブルークロウズ（英語: Jersey Shore BlueClaws）は、アメリカ合衆国ニュージャージー州オーシャン郡レイクウッドに本拠地をおくマイナーリーグのプロ野球チーム。MLBのフィラデルフィア・フィリーズ傘下A+級チームでサウス・アトランティックリーグ北地区に所属している。本拠地球場はファーストエナジー・パーク。

## 歴史
1987年、ノースカロライナ州ファイエットビルにファイエットビル・ジェネラルズの名でサウス・アトランティックリーグ所属かつデトロイト・タイガース傘下のマイナー球団として創設された。
1997年にチーム売却に伴い、ケープフィアー・クロックスに改称となり、提携球団もモントリオール・エクスポズに変更された。
2001年よりニュージャージー州レイクウッドへの移転に伴い、チーム名がレイクウッド・ブルークロウズに改称となり、提携球団もフィラデルフィア・フィリーズに変更された。レイクウッドへ移転後の5年間、スタジアムは常に平均6500人以上のファンで埋まり、チームは平均・合計ともに、観客動員で他のチームをリードし続けた。
2021年よりジャージーショア・ブルークロウズに改称された。

## 過去の主な所属選手

### ファイエットビル・ジェネラルズ時代
- フィル・クラーク
- トーリ・ロブロ
- トラビス・フライマン
- ルディ・ペンバートン
- ホセ・リマ
- シャノン・ウィッテム
- エディ・ギャラード
- トレバー・ミラー
- フランク・カタラノット
- フランシスコ・コルデロ
- フアン・エンカーナシオン
- マット・スクルメタ
- ゲーブ・キャプラー
- ブライアン・コーリー

### ケープフィアー・クロックス時代
- ブライアン・シュナイダー
- アンディ・トレーシー
- ティム・ヤング
- ギレルモ・モタ
- ミルトン・ブラッドリー
- ホルヘ・フリオ
- クリフ・リー
- ブランドン・フィリップス
- ウィルソン・バルデス
- ヴァル・パスクチ
- 根鈴雄次

### レイクウッド・ブルークロウズ時代
- ロビンソン・テヘダ
- ユーデ・ブリトー
- カルロス・ルイーズ
- G.G.佐藤
- ライアン・ハワード
- ガビン・フロイド
- クリス・ロバーソン
- コール・ハメルズ
- アルフレド・サイモン
- マイケル・ボーン
- ランディ・ルイーズ
- スコット・マシソン
- カイル・ケンドリック
- ティム・ウォーレル
- J.A.ハップ
- ブラッド・ハーマン
- グレッグ・ゴルソン
- カルロス・カラスコ
- ランディ・ウルフ
- マイク・ザガースキー
- ジョシュ・アウトマン
- ルー・マーソン
- ロッド・バラハス
- シェーン・ビクトリーノ
- アントニオ・バスタルド
- ジェイソン・ドナルド
- ブライアン・シュリッター
- カイル・ドレイベック
- エイドリアン・カーデナス
- クインティン・ベリー
- タフィー・ゴーズウィッシュ
- アダム・イートン (投手)
- ドモニク・ブラウン
- バンス・ウォーリー
- フレディ・ガルビス
- ジェイク・ディークマン
- トラビス・ダーノー
- J.C.ロメロ
- ブレット・マイヤーズ
- アンソニー・ゴース
- タイラー・クロイド
- トレバー・メイ
- ジョー・ブラントン
- ダリン・ラフ
- ジョナサン・ビヤー
- ジャレッド・コザート
- ジョナサン・ペティボーン
- ジョシュ・ゼイド
- ジョン・シングルトン
- ドミンゴ・サンタナ
- ブラッド・リッジ
- キャメロン・ラップ
- マリオ・ホランズ
- デビッド・ブキャナン
- アーロン・アルテール
- マイケル・フランコ
- ヘクター・ネリス
- ケン・ジャイルズ
- ロイ・ハラデイ
- J.P.クロフォード
- コディ・アッシー
- アンドリュー・ナップ
- ジェローム・ウィリアムズ
- ショーン・オサリバン
- リース・ホスキンス
- ミッキー・モニアック